# Lesukut
Lesukut är en ö i Kenya.   Den ligger i länet Baringo, i den centrala delen av landet, 220 km norr om huvudstaden Nairobi. Lesukut ligger i sjön Lake Baringo.